# プレステージ出版
株式会社プレステージ出版は、プレステージの関連会社。

## 概略
プレステージ作品のオムニバスを主に取り扱うアダルトビデオメーカー「ラストラス」として創業。プレステージが出資している。事務所はプレステージと同じビルに構えている。レンタル向けタイトルが多かった。2021年4月に株式会社ラストラスから株式会社プレステージ出版に商号を変更。出版業へ転換した。

### プレステージ出版
2017年頃よりプレステージが「プレステージ出版」の屋号で出版業を開始。当初はアダルトビデオ制作時に、大量のスチール写真を撮るのにほとんど公開しないで終わるのはもったいないという二次利用が主要目的で、現場で撮影した絡みシーンを中心に電子出版していたが、AVパッケージのような絡みのないもののほうが売れていることに気づき、路線を変更。2021年頃より本腰を入れ撮りおろし写真集を増やした。
2023年1月27日よりグラビアアイドル写真集にも進出した（第1弾は古河由衣、大塚びる、谷かえ、宮永薫、西永彩奈）。Amazon Kindleサービスを使用してのペーパーブック版も発売。同年6月24日にはデジタル写真集では珍しい出版イベントを相原美咲、篠見星奈、てるる、日里麻美の4名合同で行った（事実上のチェキ会）。
プレステージ・加納によると「（AV）市場が縮小しているのに、メーカーや発売タイトル数が多すぎる」、「AVはこの先立ち行かなくなる」と考え、紙の書籍市場にも進出。セルビデオ店でもDVDが売れず、では空いた棚に何を置くか考えた時に写真集だとなり、データでも一店舗1、2冊は確実に売れており、約500店舗取引店舗があると想定すれば700～800冊売れる。これに加え人気女優がサイン会など開けば1日で約300冊ほどの売り上げも期待できると考えたという。プレステージ出版・佐藤はこれに加え、AV出演被害防止・救済法の影響で契約から発売までAVだと短くても5か月必要になってしまい、写真集ならば撮って出しができることを挙げている。またAVは発売3か月で売れないと伸びは期待できないが、写真集は長いスパンで売ることができるという。
紙の書籍に関しても、委託販売形式の書店売りよりも買取のセルビデオメーカーでの販売を重視しており、一般的なグラビア写真と比べ高額な定価4000円台が中心。これはあえて高値に設定することで内容に信用が持て、実際にロケーションなどにコストをかけている。
また前出の加納によると写真集に力を入れることでAVにもフィードバックがあったといい、足を強調した写真集の売り上げがよかったことから、AVのパッケージでも似た構図にする、写真集を入り口にした購入者がモデルの出演AVを購入するなどのデータが得られたという。

## 概要
- 沿革　2005年（平成17年）1月　設立
- 代表者　代表取締役　堀井光
- 本社所在地　東京都渋谷区道玄坂１丁目１９番２号